# Schloss Sonderberg

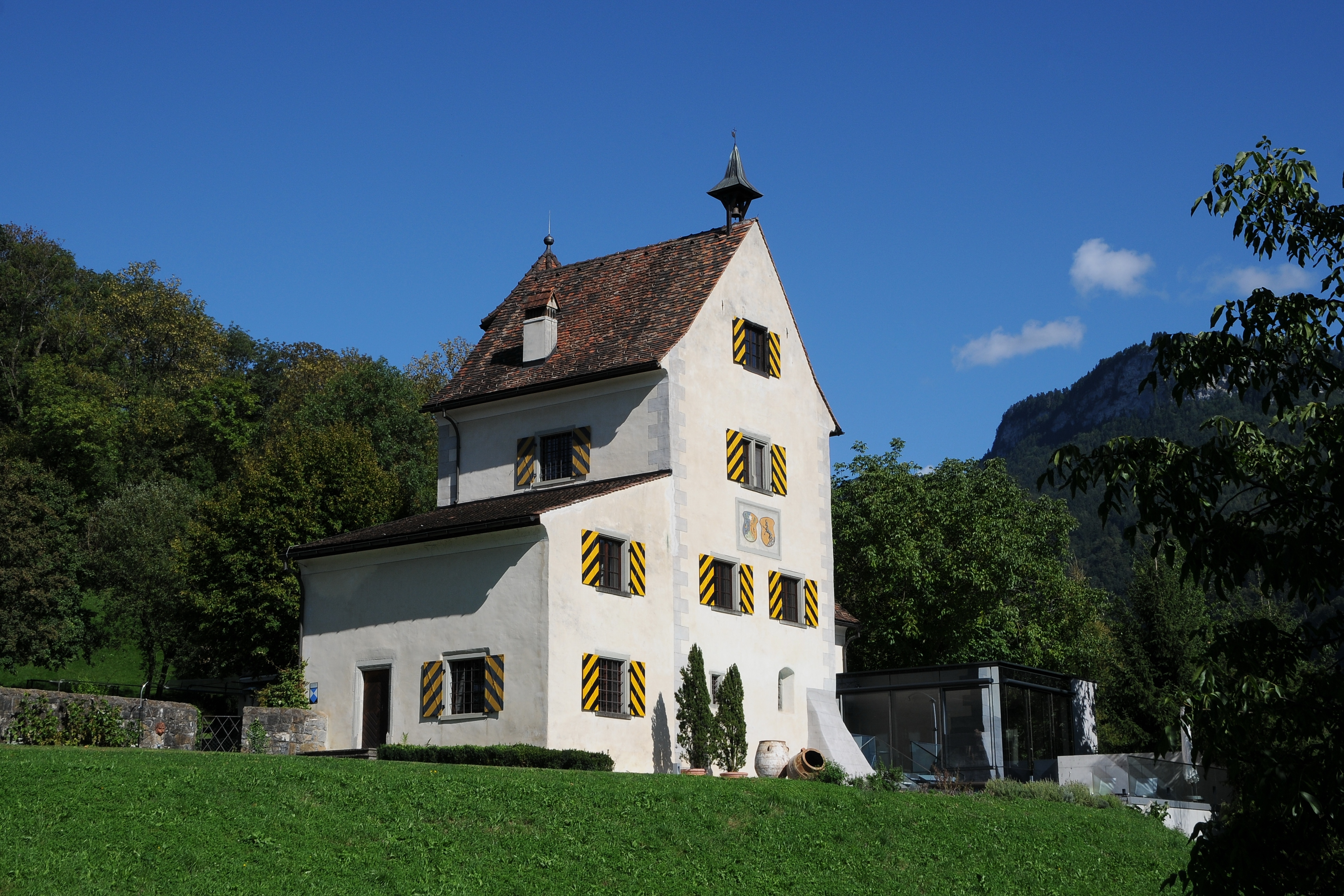
Südwestansicht des Schlösschens

Ansicht um 1800 mit den Ruinen des Hauptgebäudes (rechts oben)

Das Schloss Sonderberg, auch Sonderbergschlösschen, Schloss Sonderburg und Schloss Zunderberg genannt, ist ein kleines Schlösschen nördlich des Ortes Götzis in Vorarlberg.

## Geschichte
Das Schloss wurde ab 1561 vom Chorherren Friedrich Sandholzer von Sonderberg erbaut. Nach 1778 verfiel es und wurde 1890 teilweise abgerissen. In den 1980er Jahren erfolgte eine Restaurierung der erhaltenen Bausubstanz. Diese besteht aus einem schmalen, hohen Turm mit Wendeltreppe und Kapelle. Zurzeit befindet sich das Anwesen im privaten Besitz.
Im Mauerwerk befand sich der bedeutendste Münzfund, welcher je in Vorarlberg getätigt wurde. Dieser Münzfund wurde anlässlich der 150-Jahr-Feier des Vorarlberger Landesmuseumsvereins im Jahre 2007 dem Vorarlberg Museum bzw. dem Land Vorarlberg geschenkt.